# Takashi Shimoda
Takashi Shimoda (下田 崇 Shimoda Takashi?,  nacido el 28 de noviembre de 1975 en Minami-ku, Hiroshima, Hiroshima) es un exfutbolista japonés que se desempeñaba como guardameta.
Shimodafue elegido para integrar la selección nacional de Japón para los Juegos Olímpicos de Verano de 1996. En 1999, Shimoda jugó para la selección de fútbol de Japón. Shimoda fue elegido para integrar la selección nacional de Japón para los Copa Asiática 2000.

## Trayectoria

### Clubes
| Club                | País  | Año         |
| ------------------- | ----- | ----------- |
| Sanfrecce Hiroshima | Japón | 1994 - 2010 |

### Selección nacional
| Selección | País  | Año  |
| --------- | ----- | ---- |
| Absoluta  | Japón | 1999 |

## Estadística de equipo nacional
| Selección de Japón | Selección de Japón | Selección de Japón |
| Año                | Part.              | Goles              |
| ------------------ | ------------------ | ------------------ |
| 1999               | 1                  | 0                  |
| Total              | 1                  | 0                  |